# Крістіан Мора
Крістіан Рафаєль Мора Медрано (ісп. Cristian Rafael Mora Medrano, нар. 26 серпня 1979) — еквадорський футболіст, воротар клубу «Депортіво Куенка».
Виступав за національну збірну Еквадору.

## Клубна кар'єра
Вихованець юнацьких команд футбольних клубів «Ольмедо», «Сакісілі» та ЕСПОЛІ.
У дорослому футболі дебютував 1988 року виступами за команду клубу «Ольмедо», в якій провів один сезон.
Згодом з 1999 по 2014 рік грав у складі команд клубів ЕСПОЛІ, «Сакісілі», «Макара», «ЛДУ Кіто», «Депортіво Ель Насьйональ», «Універсідад Католіка» (Кіто) та «Депортіво Куенка».
До складу клубу «Саут Чайна» на правах оренди приєднався 2014 року. 2016 року повернувся до клубу «Депортіво Куенка».

## Виступи за збірну
2005 року дебютував в офіційних матчах у складі національної збірної Еквадору.
У складі збірної був учасником чемпіонату світу 2006 року у Німеччині, розіграшу Кубка Америки 2007 року у Венесуелі. Провів з збірну 20 матчів.

## Титули і досягнення
- Чемпіон Еквадору (1):

«ЛДУ Кіто»: 2003, 2005А, 2007
- Володар Кубка Лібертадорес (1):

«ЛДУ Кіто»: 2008
- Володар Суперкубка Гонконгу (2):

«Саут Чайна»: 2014, 2015